# OMO Ilinden - Pirin
OMO Ilinden - Pirin (în bulgară Обединена македонска организация: Илинден–Пирин) este o organizație macedoneană din Bulgaria cu sediul în Sandanski, Macedonia Pirinului.
OMO Ilinden - Pirin (Organizația Macedoneană Unită Ilinden - Pirin) a fost fondată la 14 aprilie 1990 în orașul Sandanski prin unirea mai multor organizații macedonene de la vremea aceea: „Ilinden-VMRO 89 - Independentă” din Blagoevgrad, „Ilinden - Independentă” din Sofia, „Comitetul pentru Apărarea Drepturilor Macedonenilor” din Macedonia Pirinului, „Comitetul Macedonenilor Reprimați din Bulgaria”, „Alianța Democrată Independentă” și „Societatea Culturală și Educațională Jane Sandanski” din satul Mikrevo.
La ședința de unire a fost aleasă prima conducere formată din: Stojan Georgiev Tomovičin (președinte), Jordan Kostadinov (vicepreședinte) și membrii Consiliului de coordonare: Jordan Berbatov, Vladimir Kocelov, Boris Gjorgiev Pavlov, Kiril Serafimov Tilev, Gjorgi Suharov, Sokrat Makrilov și Ivan Dimitrov Gjurov. În ceea ce privește numele organizației, s-a decis respingerea propunerii de utilizare a numelui „VMRO” din cauza conotațiilor și semnificațiilor sale negative în anumite perioade ale istoriei macedonene și adoptarea numelui Organizația Macedoneană Unită Ilinden -Pirin.
După căderea comunismului, în Bulgaria a domnit perioadă de euforie generală din cauza noilor schimbări, iar printre macedonenii din Bulgaria exista speranța că își vor putea în sfârșit recâștiga drepturile naționale din vremea regimului mai liberal al lui Gheorghi Dimitrov. În Mai 1990 organizația OMO Ilinden - Pirin a adunat aproximativ 7.000 de membri printre care s-au numărat activiști macedoneni cunoscuți: Sokrat Markilov, Ilija Kočev, Gjorgi Suharov, Pande Iliev, Ivan Timčev, Kiril Bogoev, Ivan Tasev și Atanas Doganov.
OMO Ilinden - Pirin s-a confruntat cu mari dificultăți în acțiunile sale încă de la început. Prima lovitură dată organizației a fost chiar din interior, odată cu descoperirea faptului că fostul membru Krasimir Iliev lucra pentru autoritățile de securitate bulgare. Pe de altă parte, instanțele bulgare refuză în mod constant până în prezent să înregistreze organizația, în timp ce politicienii și mass-media din Bulgaria o declară „organizație separatistă și antibulgară”, iar membrii săi sunt declarați „mercenari ai serviciilor secrete străine”, pe care adesea îi arestează, îi hărțuiesc fizic și le confiscă pașapoartele.
În cadrul procedurii judiciare a OMO Ilinden - Pirin împotriva Republicii Bulgaria în fața Curții Europene a Drepturilor Omului, Bulgaria a fost condamnată în mod repetat ca stat pentru încălcarea drepturilor omului și a drepturilor minorității macedonene din Bulgaria, făcându-se o recomandare instanțelor bulgare de a înregistra această organizație.